# 亚细亚麦酒

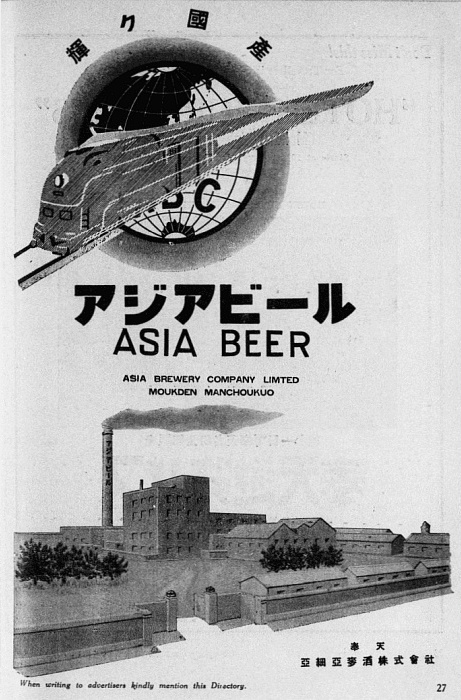
亚细亚啤酒的广告。上方的列车形象为满铁亚细亚号列车

亚细亚麦酒株式会社，原名亚细亚麦酒股份有限公司，是成立于1936年的满洲国啤酒制造公司，总部位于奉天市铁西区，1943年被麒麟麦酒收购。

## 歷史
亚细亚麦酒株式会社是樱麦酒的前专务森胁杉一郎:11设立的啤酒制造公司，总部位于奉天市铁西区劝工街一段11号，设立于1936年7月，资本金100万元，1937年3月开始营业，当时啤酒产量在满洲国仅次于满洲麦酒:541。设立时名为亚细亚麦酒股份有限公司。1938年改名为亚细亚麦酒株式会社。因经营不善，1938年12月被麒麟麦酒收购。:90:487
1948年被改为沈阳啤酒厂三车间。1962年独立为沈阳市果酒厂，1975年改为沈阳市酿酒厂。:7182